# Jiří Schelinger

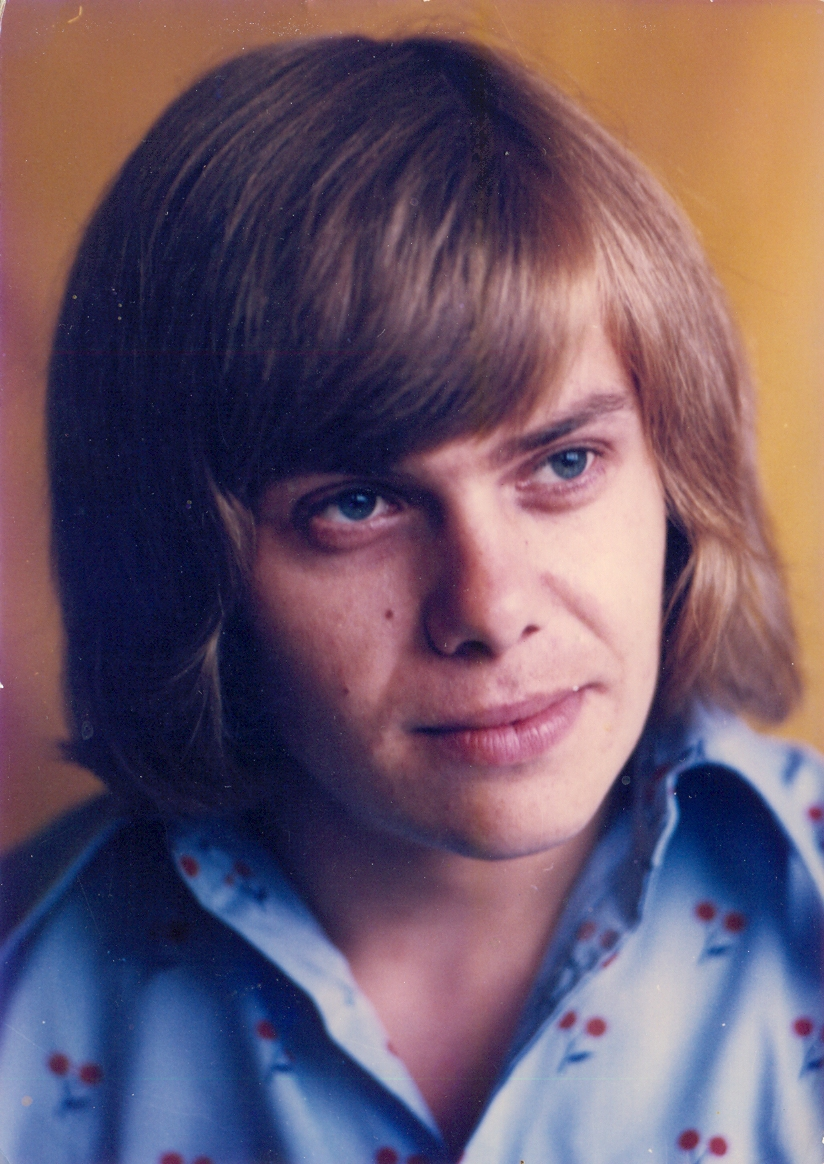
Jiří Schelinger (1977)

Jiří Schelinger (* 6. März 1951 in Bousov; † 13. April 1981 in Bratislava) war ein tschechischer Rocksänger und Komponist, einer der führenden Vertreter des tschechischen Rock'n'Roll.

## Leben
Schelinger wurde in dem Dorf Bousov geboren, das an der Grenze zur Böhmisch-Mährischen Höhe in der Nähe von Čáslav liegt. Sein Vater Josef (1921–1995) war Konzertgitarrist und Gitarrenlehrer an verschiedenen Prager Musikschulen, seine Mutter Miloslava (1929–2007) war Blumenhändlerin und er selbst verliebte sich schon früh in die Musik, spielte in seiner Jugend Klavier und später Gitarre. Er besuchte eine berufsbildende höhere Schule, schloss die Lehre als Klempner aber nicht ab. Während seiner Lehrzeit an der Berufsschule wurde er im August 1968 wegen des Verdachts der Beteiligung an Betrügereien verhaftet und inhaftiert. Dort unternahm er einen demonstrativen Selbstmordversuch, um vorzeitig entlassen zu werden. Daraufhin unterzog er sich einer psychiatrischen Untersuchung, die dazu führte, dass er ein Blaues Buch erhielt, das ihn vom Dienst in der Armee befreite. Nach seiner Entlassung aus dem Krankenhaus in Bohnice wurde er Bühnenarbeiter am Jiří-Wolker-Theater (heute das Theater in Dlouhá).

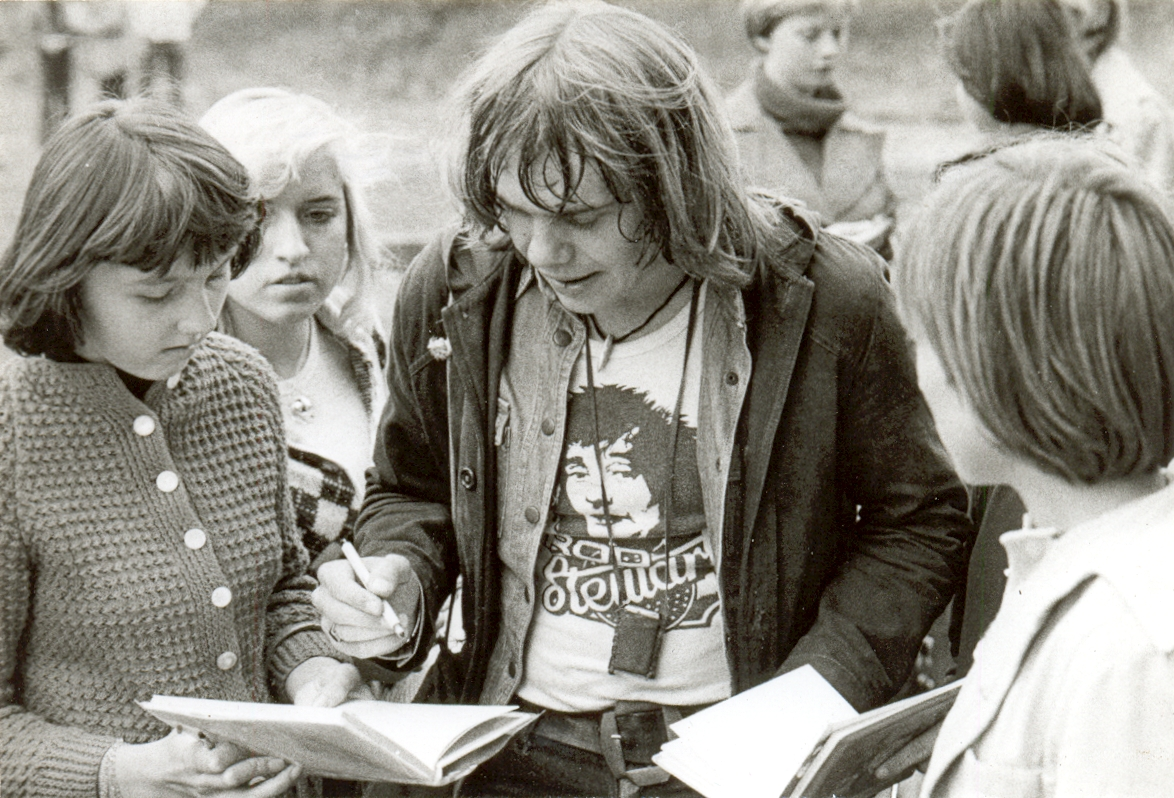
Jiří Schelinger gibt nach dem Konzert Autogramme

Seine erste Band war Nothing But Nothing, die er in der Grundschule in Nusle gründete. Dort spielte er Gitarre. Später spielte er in der Bar-Band Smaragd von Ivo Trojan, der ihn einlud, bei ihnen mitzumachen. Bei einem Auftritt in Liberec lernte er seine zukünftige Frau Alena kennen, mit der er eine Tochter hat. Die Ehe endete jedoch mit der Scheidung.
Danach nahm Schelinger einen Job als Gitarrist und Sänger der Blues-Band The Happy Five an. Da die Band jedoch ohne ihn zu einem Engagement in Finnland aufbrach, wurde er aufgrund eines Angebots von Karel Šíp Mitglied von dessen Band Faraon. Mit der Band nahm er 1972 seinen ersten großen Hit auf, das Lied „Holubí dům“ der Komponisten Jaroslav Uhlíř und Zdeněk Svěrák, sowie einige weitere Singles. 1973 trat er der Band von František Ringo Čech bei, der damit den Sound der Band straffen wollte. Gemeinsam nahmen sie ihren Hit "Švihák lázeňský" und dann das Album Nemám hlas jako zvon auf.
Im Jahr 1975 wurde Schelinger ein Auftrittsverbot in seinem Heimatbezirk erteilt. 1977 unterzeichnete er laut einer in Rudé právo veröffentlichten Liste eine Anticharta.

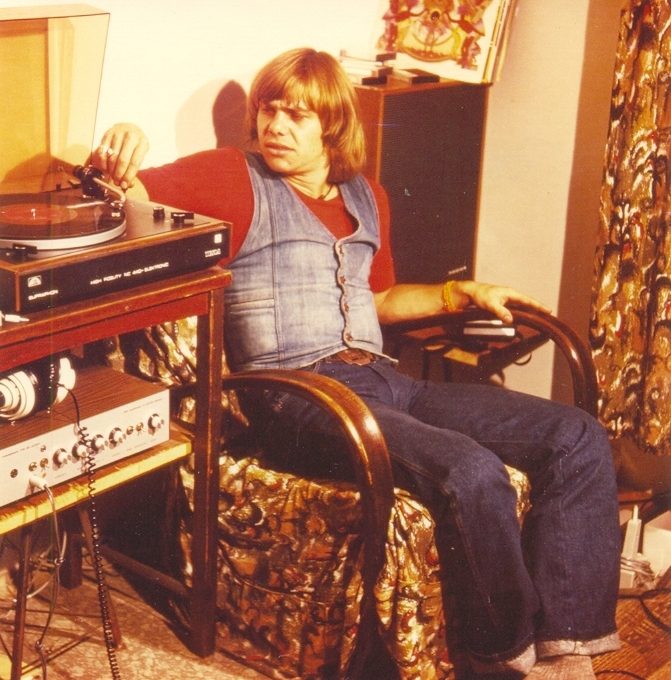
Jiří Schelinger zu Hause in Nusle

Im Jahr 1977 nahm er mit Čech und seiner Band ein weiteres Studioalbum auf, Hrrr na ně..., das von der Zensur gefürchtet wurde. Es war das erste Hardrock-Album in der Tschechischen Republik. In den 1970er Jahren tauchte unter den Fans von Jiří Schelinger das Gerücht auf, die britische Band Black Sabbath erwäge, den Sänger als Ersatz für Ozzy Osbourne zu engagieren. Anschließend gingen sie auf eine Konzertreise nach Russland. In Polen eröffneten sie für die englische Band Smokie. Zwei Jahre später veröffentlichte er das Album Nám se líbí, gefolgt von einem neuen Album mit dem Titel Zemětřesení, das aufgrund seines frühen Todes nicht fertiggestellt wurde (1993 wurde es schließlich von Brichta, Doležal, Henych und Smetáček produziert).

## Tod
Am 13. April 1981 begab sich Jiří Schelinger auf Einladung des Bratislavaer Studios des Tschechoslowakischen Fernsehens nach Bratislava, um seinen Filmhit „Což takhle dát si špenát“ als Playback aufzunehmen. Unter noch ungeklärten Umständen sprang er von der Alten Brücke in Bratislava in die Donau. Es gibt mehrere Theorien, warum dies geschah. Er traf seine Ex-Freundin und ihren neuen Freund in einer Weinstube in Bratislava, wo sie sich unter Alkoholeinfluss unterhielten. Nach dem Verlassen des Lokals gesellten sich auf dem Hviezdoslav-Platz in Bratislava zwei unbekannte Männer im Alter von etwa 25 Jahren zu dem Trio, die den Sänger erkannten und ihn mit verschiedenen unangemessenen Bemerkungen provozierten. Nach einiger Zeit schlug einer von ihnen beiläufig vor, von der Brücke in die Donau zu springen. Schelingers weiblicher Verehrer hielt dies für einen Scherz, und wahrscheinlich auch der Sänger selbst. Eine Gruppe von fünf jungen Leuten machte sich daraufhin auf den Weg zur Alten Brücke. In dem Moment, in dem die Gruppe die Mitte der Alten Brücke, zwischen dem zweiten und dritten Pfeiler, erreichte, zog sich einer der beiden unbekannten Männer bis auf die Unterhose aus und sprang ohne zu zögern in den nächtlichen Fluss. Auch Jiri Schelinger zögerte nicht. Er reichte seinem Bewunderer eine Tasche mit seinen Papieren und sprang ebenfalls in die Donau, allerdings bekleidet. Der Herausforderer konnte sich retten, indem er sich an einer Boje im Fluss festhielt, Schelinger nicht.
Seine verweste Leiche wurde angeblich am 7. Mai 1981 in der Nähe der Siedlung Bodíky, im Kataster der Gemeinde Horný Bar, aus dem Wasser gefischt. Da kein Fremdverschulden nachgewiesen wurde, wurde sein Tod als unglücklicher Unfall gewertet. Die Tatsache, dass seine Leiche von keinem seiner Familienmitglieder oder zumindest Bekannten identifiziert wurde, hat einige seiner Fans zu der Annahme veranlasst, dass er den Sprung überlebt hat und irgendwo zurückgezogen lebt, nebst weiterer Spekulationen.
Dem offiziellen Bericht zufolge ist sein Leichnam auf dem Friedhof in Olšany, Prag, beigesetzt.

### Spekulationen über den Tod

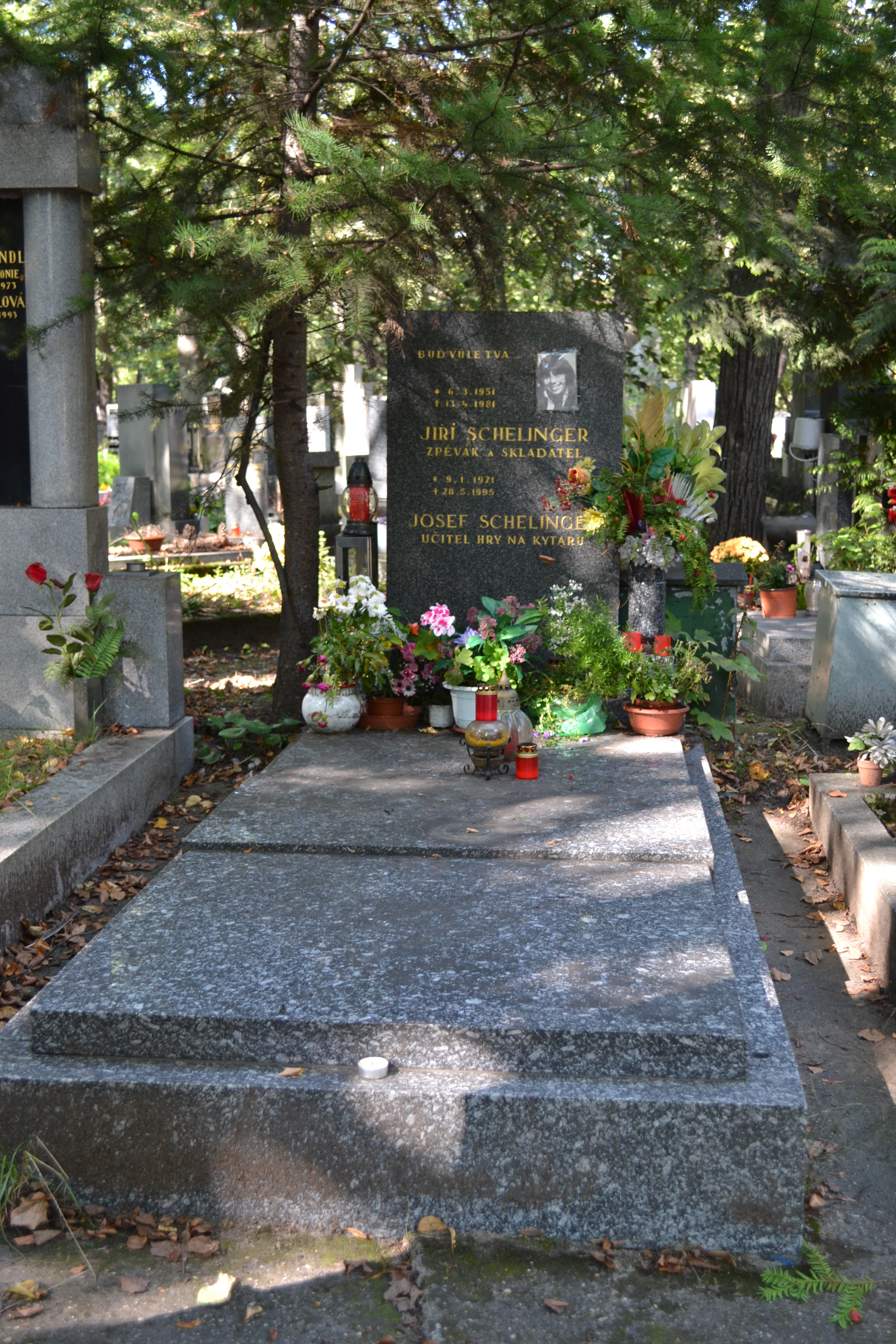
Grab auf den Friedhöfen Olšany

Sein Tod wurde nie vollständig geklärt. Es werden mehrere Versionen vermutet. Es könnte ein vorsätzlicher Mord gewesen sein, der von der Staatssicherheit inszeniert wurde. Möglicherweise stand der Sänger auch unter dem Einfluss von Marihuana, oder er hat sich wegen Iva Janžurová ertränkt. Es wird auch spekuliert, dass es sich um einen Versuch des Sängers gehandelt haben könnte, auszuwandern, zurückgezogen zu leben oder Selbstmord zu begehen. Gleichzeitig wird spekuliert, dass der damalige Veřejná bezpečnost versuchte, den Fall schnell abzuschließen, und die Leiche von Jiří Schelinger als die eines Unbekannten deklariert wurde, der ebenfalls aus der Donau gezogen worden sein soll. Diese Theorie wird auch durch die Aussage seines Bruders Milan gestützt, der Jahre später einen Autopsiebericht erhielt, in dem die Leiche des Sängers anders als in der Realität beschrieben wurde; als Todesursache wurde ein Herzinfarkt angegeben. Die Identität der Leiche wurde nie von einem Familienmitglied oder einer Person, die Schelinger nahe stand, festgestellt. Die Schlussfolgerung, dass es sich bei der Leiche um die des Sängers handelte, basierte auf dem Zahnschema.
Sein Bruder behauptet außerdem, dass sein Leichnam später in Ungarn am Donauufer gefunden wurde, wo er anschließend als Unbekannter begraben wurde.
Trotz seines kurzen Lebens wurde er zu einer Legende des tschechischen Bigbeat. Sein Gesang ist immer noch einer der charakteristischsten in der tschechischen Rockgeschichte und er gilt als einer der größten tschechischen Rocksänger; seine Hits sind immer noch beliebt.
Anlässlich des sechzigsten Jahrestages seiner Geburt (und des dreißigsten Jahrestages seines Todes) wurde im März 2011 eine Büste mit einer Gedenktafel an seinem Haus in Prag 4-Nusle enthüllt, wo er seit seiner frühen Kindheit lebte (Čestmírova 266/18).

## Diskografie

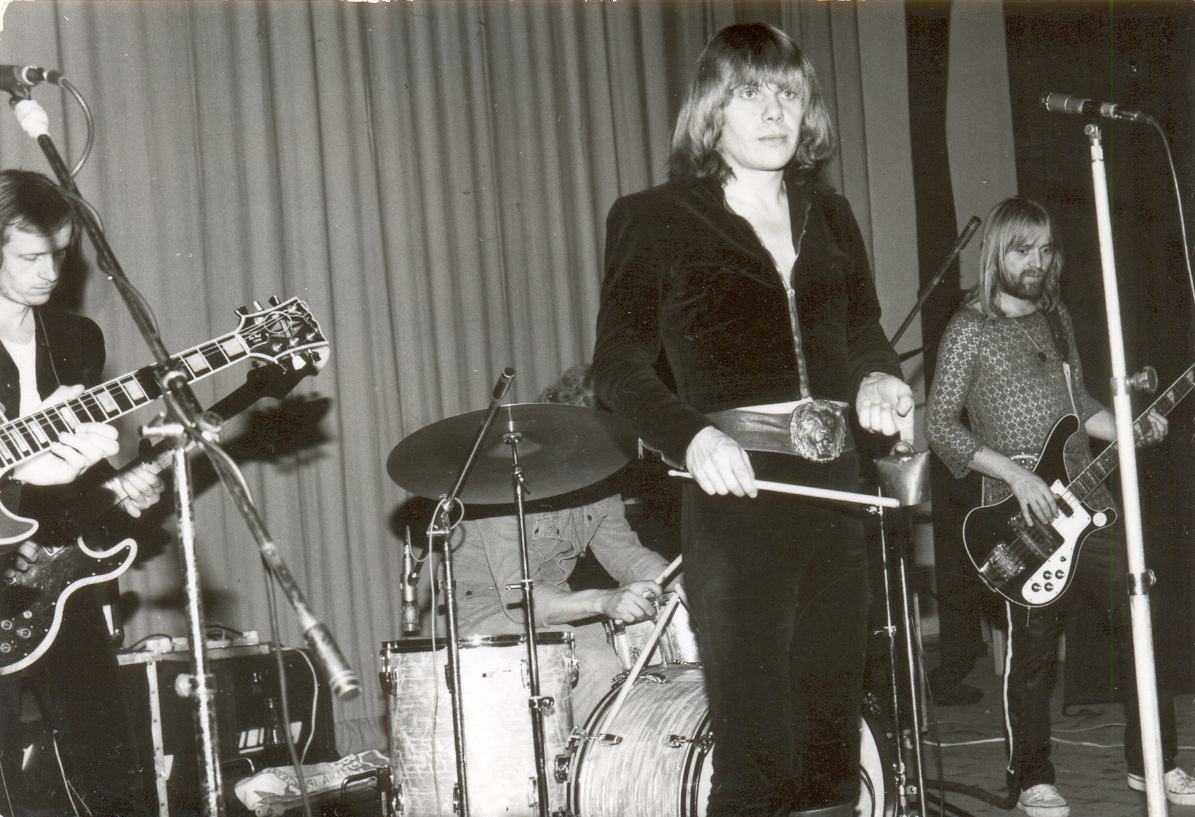
Beim Konzert mit seinem Bruder Milan (links)

### Singles
- 1973 Holubí dům / René, já a Rudolf (Supraphon)
- 1973 Boty děravý / Dráty pletací (Supraphon)
- 1974 Tak ať / Ať jdou dál (Supraphon)
- 1974 Proč potápěč pláče / Jabloňový list (Supraphon)
- 1975 Sim-sala-bim / Formule (Supraphon, SP)
- 1975 Matko má, nedovol / Co je to mezi námi (Supraphon, SP)
- 1975 Jsem svítání / Já to vím (Supraphon, SP)
- 1975 Dělám hú / Tornádo (Supraphon, SP)
- 1976 Šípková Růženka / Sníh a mráz (Supraphon, SP)
- 1976 Já se mám / Léto s tebou (Supraphon, SP)
- 1976 Trambus / Zpověď (Supraphon, SP)
- 1976 Evženie / Ptají se lidé (Supraphon, SP)
- 1976 Moudrý strýček Véna / Švihák lázeňský (Supraphon, SP)
- 1977 Znáš ten dům / Lidé jako my (Supraphon, SP)
- 1977 Brouk Pytlík / Holka bláhová (Supraphon, SP) 2. Seite
- 1977 Praví muži zkušení / Tréma (Supraphon, SP)
- 1977 Tvůj první velký kluk jsem já / Jen se pousměj (Supraphon, SP)
- 1977 Což takhle dát si špenát / Závodník (Supraphon, SP)
- 1978 Blues o bolesti / Viva Tonda Mahavišnu (Supraphon, SP)
- 1978 Hop, a je tu lidoop / Kolem mne je lidí (Supraphon, SP)
- 1978 Sloní bugy / Krev neklidná (Supraphon, SP) Duette mit Helena Maršálková
- 1978 Nám se líbí / Už není pro mě k mání (Supraphon, SP)
- 1980 Jahody mražený / Jsem prý blázen jen (Supraphon, SP)
- 1980 Což to není krásné / Létáme Franta-já, létáme oba dva (Supraphon, SP) 2. Seite Duett mit Čech
- 1980 Lupič Willy / Co dělá Indián (Supraphon, SP) 1. Seite
- 1981 Alchymista / Sen (Supraphon, SP)
- 1982 Díky za všechno, mámo má / Sestra má mě hýčká (Panton Records, SP)

### EPs
- 1979 Už mě nelíbej / Znám tisíc důvodů / Tak ahoj, mini / Neskutečná (Panton)
- 1981 Já jsem básník – mistr péra. Písně z TV programů "Zpívá a hovoří F. R. Čech". (Panton)

### Alben
- 1975 Báječní muži (Supraphon) (mit Viktor Sodoma und der Band von F. R. Čech)
- 1975 Ovoce z naší zahrádky (Supraphon) – Das Album hat keinen Titel, aber das Foto auf dem Cover gibt ihm diesen Namen.
- 1975 Nemám hlas jako zvon (Panton)
- 1976 Schelinger a Rezek se skupinou F. R. Čecha (Panton)
- 1977 Hrrrr na ně (Supraphon)
- 1979 Nám se líbí…, (Supraphon)

### Kompilationen
- 1990 Holubí dům (Supraphon)
- 1991 Hledám cestu zpátky (Panton)
- 1993 Singly 1972–1978 (Supraphon)
- 1997 Holubí dům (Bonton music) (Rock-Set 1973–1976)
- 1998 Lupič Willy (Bonton music) (Rock-Set 1976–1980)
- 1999 Švihák lázeňský (Bonton music) (Pop-Set 1972–1979)
- 2001 Holubí dům (Areca Multimedia)
- 2002 Jsem svítání (Bonton music) (Auswahl unveröffentlichter Aufnahmen aus den Jahren 1973–1981)
- 2003 Jahody mražený (Supraphon) (Die Besten 1973–1981)
- 2006 Jsem prý blázen jen (Supraphon)
- 2007 Holubí dům (Supraphon, DVD)
- 2011 Čas 51:71:81 (Supraphon)

### Lieder auf Kompilationen
- 1992 Ringo hitmaker Supraphonu (Supraphon, 11. Dělám hů! (1974), 13. Švihák lázeňský (1976), 14. Což takhle dát si špenát (1977))
- 2003 To byl váš hit – 70. léta (Levné knihy, FR Centrum, 11. Holubí dům)
- 2006 Legendy českého popu 70. léta (Universal Music, 09. René, já a Rudolf)
- 2006 První originální Karaoke (Universal Music, DVD, 02. Holubí dům)
- 2007 40 největších hitů – Karel Svoboda (Universal Music, 18. Což takhle dát si špenát, 11. Hudba radost dává)
- 2007 Hity z českých filmů a pohádek 1+2 (Popron, CD2/02. Což takhle dát si špenát, CD2/19. Hop, a je tu lidoop)
- 2007 Platinum Collection – Karel Svoboda (EMI, 10. Což takhle dát si špenát)

## Andere Lieder
- 1975 Hudba radost dává (aus dem Film Romance za korunu, 1997 auf Kassette Holubí dům)
- 1975 Vyskoč, vstávej, k nám se dej (aus dem Film Romance za korunu, 1999 auf Kassette Švihák lázeňský)
- 1977 Kde jsi, moje lásko (1999 auf Kassette Švihák lázeňský)
- 1978 Co se děje (1999 auf Kassette Švihák lázeňský)

## Verlorene oder unveröffentlichte Aufnahmen
- Kufr (gefilmt in Brünn, verloren)
- Hej, štartér
- Budu to já (mit Jitka Zelenková und Ladislav Štaidl)
- Sylvia (unveröffentlichte Aufnahme)
- Konec, platím útratu (aus dem Film Muž s orlem a slepicí)